# Julian Barratt
Julian Barratt (Egyesült Királyság, Anglia, Leeds, 1968. május 4. –) angol színész-komikus, zenei producer.

## Életpályája
A readingi egyetemre járt. 

## Atelevízióban
Legismertebb szerepe Howard Moon megformálása a kultikus televíziós sorozatban, a The Mighty Booshban. Nagy zeneszerető, a sorozat széles skálán (például: rap, heavy metal, pszichedelikus rock) mozgó zenéinek egy részét is ő szerezte.
Játszott Dan Ashcroftként a Channel 4 Nathan Barley-jében, megjelent az Asylumban. Volt több más televíziós szerepe is.

## Magánélete
Barátnője Julia Davis szintén komikus. Ikreik (Walter és Arthur) 2007. június 25-én születtek.

## Filmográfia
- The Mighty Boosh Live (2006) – Howard Moon
- Nathan Barley (2005) tv-sorozat – Dan Ashcroft
- AD/BC: A Rock Opera (2004) (TV) – Tony Iscariot
- The Mighty Boosh (2004) tv-sorozat – Howard Moon
- Garth Marenghi's Darkplace (2004) tv-sorozat – The Padré
- The Principles of Lust (2003) – Phillip
- The Reckoning (2003) – Gravedigger
- How to Tell when a Relationship is Over (2003) – Him
- Surrealisimo: The Trial of Salvador Dali (2002) – Rosey
- Lucky Break (2001) – Paul Dean
- Melbourne International Comedy Festival Gala (2001) (TV) – Himself
- Melbourne International Comedy Festival Gala (2000) (TV) – Himself
- Sweet (film) (2000) – Stitch
- (Un)natural Acts (1998) – Various
- Asylum (1996) – Victor/Julian

## Díjak
- 2007 The Mighty Boosh won Best TV Show the Shockwaves NME Awards 2007
- 2001 The Boosh, first on London Live, then on Radio 4.
- 2000 Arctic Boosh won the Barry Award at the Melbourne International Comedy Festival
- 1999 Perrier nominee with Noel Fielding as Arctic Boosh
- 1998 Perrier Best Newcomer winner with Noel Fielding as the double act The Mighty Boosh
- 1995 Winner of BBC New Comedy Awards

## További információ
- Julian Barratt a PORT.hu-n (magyarul)
- Julian Barratt az Internetes Szinkronadatbázisban (magyarul)
- Julian Barratt az Internet Movie Database-ben (angolul)
- Julian Barratt a Rotten Tomatoeson (angolul)